# La Frasnée
La Frasnée is een gemeente in het Franse departement Jura (regio Bourgogne-Franche-Comté) en telt 39 inwoners (2009). De plaats maakt deel uit van het arrondissement Lons-le-Saunier.

## Geografie
De oppervlakte van La Frasnée bedraagt 3,3 km², de bevolkingsdichtheid is dus 11,8 inwoners per km².

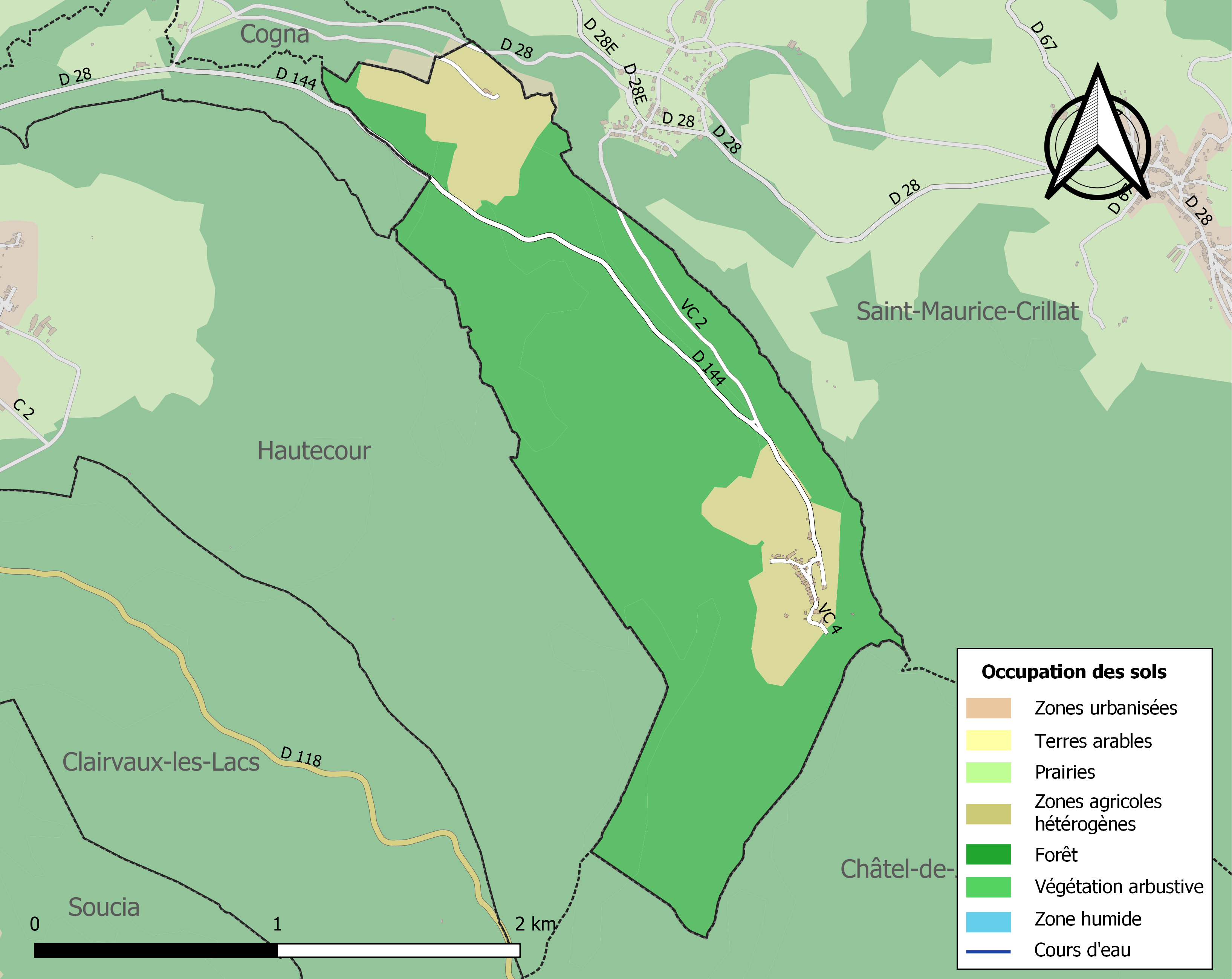
Kaart van de gemeente met de belangrijkste infrastructuur, bodemgebruik en omliggende gemeenten

## Foto's

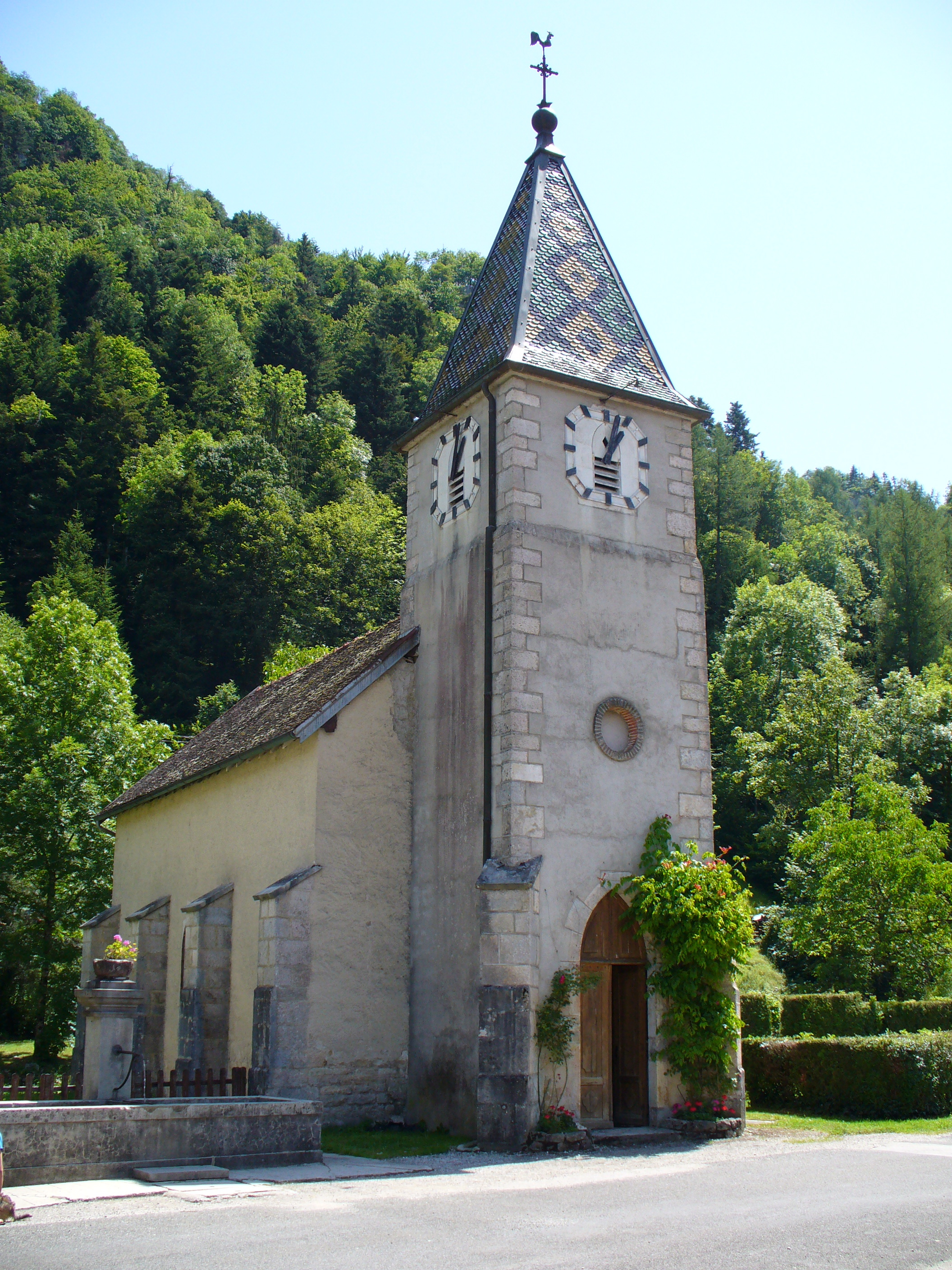
Kerk Saint-Nithier van La Frasnée

## Demografie
Onderstaande figuur toont het verloop van het inwonertal (bron: INSEE-tellingen).